# Gostingen, Luxemburg
Gostingen är en ort i Luxemburg.   Den ligger i distriktet Grevenmacher, i den sydöstra delen av landet, 16 kilometer öster om huvudstaden Luxemburg. Gostingen ligger 235 meter över havet och antalet invånare är 342.
Terrängen runt Gostingen är platt västerut, men österut är den kuperad.  Runt Gostingen är det ganska tätbefolkat, med 134 invånare per kvadratkilometer.. Närmaste större samhälle är Luxemburg, 16,2 kilometer väster om Gostingen. 
Trakten runt Gostingen består till största delen av jordbruksmark.